# 맘보 (영화)
맘보(Mambo)는 이탈리아에서 제작된 로버트 로즌 감독의 1955년 드라마 영화이다. 실바나 망가노 등이 주연으로 출연하였고 디노 드 로렌티스 등이 제작에 참여하였다.

## 출연

### 주연
- 실바나 망가노
- 마이클 레니

### 조연
- 비토리오 가스만
- 쉘리 윈터스
- 캐서린 던햄
- 메리 클레어
- 에두아르도 치아넬리
- 줄리 로빈슨
- 월터 자폴리니

## 제작진
- 미술: 안드레이 앤드류